# Georges Bosschaert de Bouwel
Georges Augustin Marie Joseph Ghislain Bosschaert de Bouwel (Antwerpen, 1 februari 1884 - Bouwel, 19 oktober 1968) was een Belgisch politicus.

## Levensloop
Hij werd geboren in de adellijke familie De Bosschaert de Bouwel als zoon van Arthur Bosschaert de Bouwel.
Hij was oorlogsvrijwilliger tijdens de Eerste Wereldoorlog.
Hij was burgemeester te Bouwel van 1933 tot 1939.